# Église Saint-Martin de Chaliers
Pour les articles homonymes, voir Église Saint-Martin.
L'église Saint-Martin de Chaliers est une église située sur la commune de Chaliers, dans le département français du Cantal en région Auvergne-Rhône-Alpes.

## Localisation
L'église est située dans la région historique et culturelle d'Auvergne.

## Historique
Les ornements en faux marbre, une rareté dans la région d'Auvergne, embellissent la structure médiévale de cette bâtisse, remaniée au XVIIIe siècle et restaurée en 1897.

## Description
La chasuble est caractérisée par un motif losangé en arrière-plan, avec une croix décorée de fleurs qui ressort. 

## Protection
L'église est inscrite au titre des monuments historiques par arrêté du 21 août 1992.